# Amt Pfullendorf
Das Amt Pfullendorf war in napoleonischer Zeit eine Verwaltungseinheit im Südosten des Großherzogtums Baden. Es bestand von 1810 bis 1813.

## Geschichte
Zu Zeiten des Heiligen Römischen Reiches hatte das im Oberschwäbischen Hügelland gelegene Pfullendorf den Status einer freien Reichsstadt inne. Infolge des Reichsdeputationshauptschlusses 1803 wurde sie mediatisiert und der badischen Landeshoheit unterstellt. Dessen Regierung errichtete daraufhin das Obervogteiamt Pfullendorf, das sie zunächst der Obervogtei Überlingen, 1804 der zusätzlich ausgewiesenen Obervogtei Pfullendorf zuordnete. Ab 1807 unterstand das Obervogteiamt direkt der übergeordneten Provinzverwaltung.
Mit dem Novemberedikt wurde in Baden Ende 1809 eine grundlegende Veränderung der Verwaltungsstrukturen verkündet. Anfang 1810 traten an die Stelle der drei Provinzen zehn Kreise, die landesweit als Mittelbehörde oberhalb der Ämter fungierten. Aus dem Obervogteiamt entstand das Amt Pfullendorf, das dem Seekreis mit Sitz in Konstanz zugeordnet und zugleich, aufgrund seiner geringen Einwohnerzahl, als Stabsamt eingestuft wurde. Im Amt bestätigt, nun mit dem Charakter als Oberamtmann, wurde der Leiter des Obervogteiamtes, Kasimir Walchner. Auf ihn folgte 1811 Martin Mors, der zuvor beim Amt Tengen in gleicher Funktion tätig war. Nachdem die Aufhebung der Patrimonialgerichtsbarkeit in Baden 1813 eine einheitliche Zuständigkeit der Ämter ermöglicht hatte, entstand aus dem Amt Pfullendorf das Bezirksamt Pfullendorf.

## Weitere Entwicklung
Das Bezirksamt Pfullendorf wurde 1936 aufgelöst und dem Bezirksamt Überlingen zugeteilt. Aus ihm entstand 1939 der Landkreis Überlingen. Bei der Kreisreform 1973 kamen Pfullendorf und Umgebung zum Landkreis Sigmaringen.